# Credito Fondiario
Il Credito Fondiario SpA (dal 2006 al 2013 anche noto come FonSpa Bank) è un istituto di credito italiano specializzato nell’investimento e nel servicing di attività creditizie deteriorate e illiquide.
Membro del fondo interbancario di tutela dei depositi, fornisce prodotti e servizi sia ad altre istituzioni bancarie e finanziarie, sia a investitori istituzionali internazionali specializzati nel settore del credito. La piattaforma di master, primary e special servicer di Credito Fondiario è soggetta a rating sia da parte di Fitch Ratings che di Standard &Poor’s.

## Storia

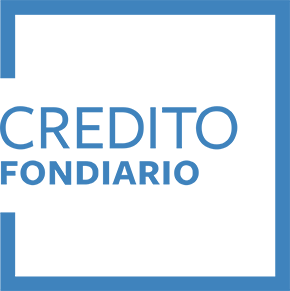
Logo in uso fino al 2022

La banca fu fondata il 30 gennaio 1898 come Credito Fondiario Sardo S.A. con sede in Milano, in attuazione della Legge 21/1898 che aveva l'obiettivo di facilitare la liquidazione delle attività dell'Istituto di Credito Fondiario della Cassa di Risparmio di Cagliari, fallita nel 1887. Credito Fondiario Sardo avrebbe rilevato tutte le attività e le passività dell'Istituto di Credito Fondiario ed avrebbe concesso uno sconto del 20% ai clienti titolari di mutuo che avrebbero estinto anticipatamente, parzialmente o totalmente, il finanziamento, entro un arco temporale di 10 anni.
Per allettare gli azionisti dell'Istituto di Credito Fondiario a sottoscrivere il capitale di Credito Fondiario Sardo il Governo concedeva a quest'ultima l'esercizio del credito fondiario in Sardegna, oltre ad una serie di esenzioni fiscali.
Nel 1920 fu autorizzato ad operare in tutta Italia, ma con Legge 1797 del 1939, il suo raggio d'azione ritorna a concentrarsi solo sulla Sardegna e sul Governatorato di Roma.
Con DPR del 16 ottobre 1959, n. 1041, viene modificato lo statuto e si prevede che possa finanziare opere pubbliche e di impianti di pubblica utilità.
Nel 1965 la banca divenne Credito Fondiario S.p.A., proprietà del Banco di Roma, della Banca Commerciale Italiana e del Credito Italiano.
Nel 1992 il Credito Fondiario e Industriale - Fonspa - Istituto per i Finanziamenti a Medio e Lungo Termine SpA, specializzato in mutui per la casa in quel momento, è stato autorizzato ad entrare nel mercato delle società industriali creditrici secondo i criteri del decreto n. 902/1976.
La banca era di proprietà di UniCredit e Banca Commerciale Italiana per il 24,92% ciascuna nel 1999. Nel 2000 Fonspa viene venduta a Morgan Stanley Real Estate Funds. Nel 2006 Morgan Stanley ha acquisito la banca dal fondo tramite società controllate e la banca è stata rinominata Fonspa Bank.
Nel 2013 Tages Holding acquista l'istituto che recupera il nome originale di Credito Fondiario. Nel 2016 la banca diviene di proprietà di Tages Holding (46%), Tiber Investments (28%), management team e altri azionisti (26%).
Nel 2016 è entrato nel capitale della banca un fondo istituzionale, Tiber Investment S.a.r.l. (subsidiary dei fondi gestiti da Elliott Management Corporation), la cui quota è diventata di controllo a seguito di successivi ulteriori aumenti di capitale a fine 2018; il resto del capitale è detenuto da un gruppo di investitori privati, tra cui membri del top management della banca.
Nel dicembre 2016 Credito fondiario lancia il conto deposito on line Esagon.

## Dati economici
Nel primo semestre 2018 l'istituto ha registrato un utile pari a 7,9 milioni di €, un margine di intermediazione pari a 31 milioni di euro, un portafoglio investimenti proprietari del valore nominale di 6 miliardi di euro, una raccolta risparmio retail (tramite il conto Esagon) di 473 milioni di euro e un indice di solidità patrimoniale (Ratio CET 1) superiore al 20%. Al 30 giugno 2018 il totale degli asset under management per i ruoli ricoperti per le attività di servicing era pari a un valore nominale di 43,7 miliardi di euro.